# Gorgonzola
Il gorgonzola (gorgonzoeula in lombardo, bërgonsola in piemontese) è un formaggio erborinato, prodotto in Italia dal latte intero di vacca. Si tratta di un formaggio DOP originario della provincia di Milano e le sue zone di produzione storiche sono le province di Milano, Como, Pavia e Novara. Quest'ultima ne è diventata nell'ultimo secolo la principale produttrice.
Il gorgonzola prende il nome dall'omonima cittadina lombarda che gli ha dato i natali, nella quale si celebra ogni anno a settembre la Sagra del Gorgonzola.
Con 4 732 715 forme, il Gorgonzola è il secondo formaggio DOP al mondo per produzione, dopo il Grana Padano, ed è il quinto formaggio italiano più esportato al mondo con 20 000 tonnellate.

## Storia

Logo del consorzio del gorgonzola in uso dal 1975

Non si conosce con esattezza il periodo della nascita di questo formaggio. Da alcune fonti viene datato all'anno 879, anche se sembra non contenesse venature colorate prima dell'XI secolo. Molte più tracce storiche se ne hanno a partire dal XV secolo nella cittadina di Gorgonzola, nei pressi di Milano. Oggi, con le nuove tecniche di fabbricazione, si ottiene un prodotto igienicamente molto più valido. Nell'Ottocento la produzione di questo formaggio crebbe sensibilmente ed esso venne esportato, oltre che in altri territori italiani, anche in Inghilterra.
Originariamente era prodotto solo nella versione piccante o naturale, la versione dolce  è più recente e risale al dopoguerra, quando con l'evoluzione dei gusti e consumi divenne la tipologia più richiesta.
Nel 1955 viene riconosciuto come DOC nelle due versioni piccante e dolce.
Nel 1996 il formaggio gorgonzola è stato riconosciuto dalla Comunità Europea e registrato nella lista dei prodotti DOP con Reg. Cee nº 1107/96. La forma, del peso di 12 kg circa, riporta su entrambe le facce il marchio di origine e viene avvolta in fogli di alluminio riportanti il contrassegno caratteristico della denominazione protetta "gorgonzola".

## Zone di produzione
Il gorgonzola è prodotto in Italia, in Lombardia e Piemonte, nelle province di Bergamo, Brescia, Biella, Como, Cremona, Cuneo, Lecco, Lodi, Milano, Monza-Brianza, Novara, Pavia, Varese, Verbania-Cusio-Ossola, Vercelli e alcuni comuni dell'Alessandrino.
Il formaggio gorgonzola DOP, per essere definito come tale, deve rispettare il disciplinare di produzione; lo stesso prevede che per la sua produzione si utilizzi unicamente latte vaccino pastorizzato, quindi l'utilizzo di latte di pecora o capra o bufala non è consentito. Non può nemmeno fregiarsi del nome di gorgonzola un prodotto caseario composto da gorgonzola e altri ingredienti aggiuntivi non previsti dal disciplinare (ad esempio: mascarpone, peperoncino, zafferano, ecc.).

## Tipologia
È un formaggio erborinato, a latte pastorizzato, grasso, di colore bianco paglierino, le cui screziature bluastre sono dovute al processo di erborinatura, cioè alla formazione di muffe dovute all'aggiunta di spore di penicillium al latte (per lo più colture selezionate a livello industriale). La crosta non è edibile.
Ne esistono due tipi principali, sebbene da disciplinare chiamati allo stesso modo, essenzialmente diversi:
- dolce, che si presenta cremoso a pasta molle con sapore particolare e caratteristico leggermente piccante;
- piccante, con intensità gustativa alta, piccantezza rilevante e la pasta semidura, più consistente e friabile e simile agli erborinati di origine francese.

La dizione "naturale" che qualche volta si legge associata alla versione piccante non è prevista dal disciplinare; anche l'antico procedimento "a due paste", ormai raro, per ottenere la versione piccante, non è contemplato nella DOP.

## Processo di produzione
Il latte vaccino è intero e oggigiorno pastorizzato.
Dal punto di vista del processo produttivo il gorgonzola non si distacca dal metodo di ottenimento di uno stracchino (quale è il gorgonzola). Le peculiarità sono:
- si aggiunge nel latte in caldaia (a circa 30-32 °C; per questo è un formaggio a pasta cruda come tutti gli stracchini), oltre ai comuni fermenti (starter), la coltura di penicillium e i lieviti; le specie di penicillium utilizzate sono i roqueforti;
- le fasi successive sono le solite degli stracchini (aggiunta caglio, coagulazione, nessuna cottura, rottura della cagliata, estrazione, spurgo, inserimento cagliata in stampo, spurgo e formatura, salatura, sosta in stufatura e maturazione, avvio della stagionatura in cella fredda, taglio della forma e ricopertura con la pellicola di alluminio);
- durante la stagionatura, si applicano alla forma delle forature per far sì che si sviluppino le muffe (causate dalle spore di penicillium addizionate in caldaia) e si attivino i processi di trasformazioni connessi.

La differenza sostanziale tra la versione dolce e quella piccante, nel processo produttivo, sta nel fatto che il piccante ha stagionatura maggiore di 50 giorni (che è quella per il dolce) ovvero almeno 80 giorni, sebbene vi siano affinatori che producono gorgonzola piccante "riserva" con stagionature di addirittura 10-12 mesi. Per il piccante si utilizzano combinazioni di penicillium specifici.
Da notare che per il gorgonzola moderno i ceppi di penicillium sono di tipo selezionato e aggiunto (nel latte); nei secoli scorsi le muffe erano invece quelle derivate dall'ambiente di stagionatura (grotte in primis) che è la situazione attuale di altri formaggi ad erborinatura naturale ovvero con muffe non aggiunte (standard/industriali o locali che siano).

## Cucina
Oltre che essere consumato da solo o spalmato su una fetta di pane, il gorgonzola è ingrediente di molti piatti della cucina lombardo/piemontese, dal risotto alla pasta alle scaloppine, spesso abbinato con altri formaggi meno piccanti ma più consistenti. È ingrediente praticamente fondamentale della "pasta ai quattro formaggi", sia nella versione "alla bava" sia quella gratinata (compresa quella fatta con il riso). Gli altri tre formaggi (o più, in realtà) variano molto da ricetta a ricetta: uno di essi è necessariamente il parmigiano, grana o lodigiano grattugiati. Gli altri due sono generalmente formaggi dolci e fondenti, come la fontina o il valtellina, ma anche non italiani come l'emmentaler. Ancora, due classici abbinamenti del gorgonzola crudo, spesso combinati, sono con il mascarpone e le noci.
Il Gorgonzola dolce predilige, nel gusto e nella tradizione comune, vini caratterizzati da morbidezza e sapidità; quello piccante si accosta tipicamente invece, a vini rossi strutturati come il Barolo o a passiti quali il Moscato di Scanzo (prodotto nell'omonimo comune di Scanzorosciate) o un Marsala vergine, nonché alle birre trappiste.
Una classica associazione culinaria, soprattutto in uso nella provincia di Bergamo e nella Provincia di Brescia, è rappresentata da polenta e gorgonzola, da abbinarsi al Moscato. 
Per l'ottimale conservazione del gorgonzola è sufficiente asportare la crosta ed avvolgere la fetta in foglio di alluminio, riponendola in una confezione salvafreschezza. Per grosse quantità invece, tagliato a fette sottili e avvolto sempre in fogli di alluminio, lo si ripone nel congelatore scongelando, volta per volta, la fetta da consumare entro breve tempo.

## Controversie
Nel passato il comune di Gorgonzola ha perso una causa con il consorzio di tutela del Gorgonzola DOP: il motivo era il tentativo di mettere in commercio (durante la fiera annuale) un "gorgonzola" De.co e quindi prodotto nel territorio comunale, consistente in uno stracchino erborinato a latte crudo misto (vaccino-caprino). Pertanto, l'unico formaggio la cui denominazione può contenere il nome Gorgonzola è unicamente il gorgonzola DOP, etichettato e certificato come tale.
La causa è ripresa nel 2020 e dopo tre anni  il Tribunale di Milano ha stabilito nei confronti dell'azienda e del comune di Gorgonzola l'illeceità di tale comportamento perché in violazione dei diritti del Consorzio DOP. 

## Alimenti simili
Il Murianengo è prodotto a Moncenisio, nel Fréjus e nell'altopiano della Novalesa. Viene lasciato maturare per venti giorni e stagionare per almeno tre mesi affinché si formi il penicillium.